# ジティ&エリカ
ジティ&エリカ (Gitti und Erika)は、ドイツのヨーデル歌手である。

## 概要
1970年代に『アルプスの少女ハイジ』のドイツ語版の主題歌「Heidi」を歌った。

## メンバー
- ジティ

本名、ブリジット・ゲッツ(Brigitte Goetz)
- エリカ

本名、エリカ・ブルーン(Erica Bruhn)
1980年代なかばにはLady Lilyの名でユーロビート系のディスコ曲を歌っていた。